# Il Signore degli Anelli (musical)
Il Signore degli Anelli, romanzo epico fantasy scritto dallo scrittore britannico J. R. R. Tolkien, ambientato nell'universo immaginario della Terra di Mezzo, è stato adattato più volte per il teatro musicale. I musical narrano la storia di un umile hobbit, a cui viene richiesto di intraprendere una pericolosa missione al fine di distruggere un pericoloso anello magico senza essere sedotto dal suo potere. È importante sottolineare che nessuno dei due adattamenti finora proposti di entrambe le produzioni (Bowden/Goers per Cincinnati o Warchus/Rahman/Värttinä per Toronto/Londra) si è caratterizzato come un vero e proprio musical; infatti, entrambe le produzioni sono adattamenti teatrali con elementi musicali vitali, ma senza una struttura tipica di un musical.

## Cincinnati
Un adattamento completo sul palcoscenico per La Compagnia dell'Anello (2001), Le due Torri (2002) e Il Ritorno del Re (2003) è stato prodotto a Cincinnati, Ohio; la prima produzione ebbe una carenza di fondi e la qualità dello spettacolo di conseguenza ne soffrì: i seguiti, tuttavia, furono ben recepiti sia dalla critica che dal pubblico. Tutti e tre gli adattamenti erano stati scritti da Blake Bowden, con musica del nominato ai Grammy Award Steve Goers.  Aretta Baumgartner diresse il lavoro sulle marionette, ricevendo un Cincinnati Entertainment Award per la sua rappresentazione del personaggio di Gollum; le grosse marionette vennero create da Carus Waggoner, tutt'oggi membro del Cirque du Soleil di Las Vegas. Bowden si mise nei panni di Sam Gamgee, mentre Joe Sofranko interpretò Frodo Baggins. Il ritorno del Re venne messo sul palcoscenico come produzione inaugurale del Clear Stage Cincinnati e presentato all'Aronoff Center per le Arti. Tutte e tre le produzioni furono premiate da The American Hobbit Association e approvate dalla Tolkien Enterprises. Il documentario francese, Le Seigneur des Anneaux:  De l'Ecrit a l'Ecran (2003), proponeva filmati da dietro le quinte, aul pubblico e su alcune scene de Il ritorno del Re; prodotto da La Jolla Productions, venne trasmesso in Europa dall'emittente Canal+ alla fine del 2003.

## Toronto
Il produttore teatrale Kevin Wallace e il suo socio, Saul Zaentz — detentore dei diritti per cinema e teatro e produttore della versione animata del 1978 — in associazione con David Mirvish,  proprietario di un teatro a Toronto, e del promotore di concerti Michael Cohl, produssero un adattamento teatrale con testi di Shaun McKenna e Matthew Warchus, e musica di A. R. Rahman e Värttinä, con la collaborazione di Christopher Nightingale.
La produzione, della durata di tre ore e mezza in tre atti, con un cast di 65 attori, fu messa in scena al Princess of Wales Theatre di Toronto, al costo approssimativo di 30 milioni di dollari canadesi. Lo spettacolo aveva Brent Carver nel ruolo di Gandalf, Michael Therriault come Gollum, fu poi diretto da Warchus con le coreografie di Peter Darling, con design di set e costumi di Rob Howell. La produzione iniziò le rappresentazioni il 4 febbraio 2006, con apertura alla stampa il giorno 23 marzo, il giorno prima della première di gala. Lo spettacolo non ebbe un grande successo, ricevendo scarsa attenzione dalla stampa specializzata. La produzione chiuse il 3 settembre 2006, come un fiasco completo.
L'adattamento in musical divenne una specie di farsa presso i Torontiani, dopo che il musical ebbe chiuso i battenti cinque mesi dopo la sua conclusione, e ispirò la produzione del Toronto Fringe Festival The Lord of the Rings: The Musical: The Musical! (Il Signore degli Anelli: il musical: il musical!), di Ben King e Nicholas Hune-Brown, parodia dello spettacolo appena concluso.

## Londra
Lo stesso show messo in scena a Toronto, leggermente accorciato (tre ore) e riscritto in maniera significativa, cominciò a rappresentare alcune anteprime al Theatre Royal di Londra il 9 maggio 2007, con première ufficiale il 19 giugno, uno dei più lunghi periodi d'anteprima di sempre. Lo stesso team creativo della produzione di Toronto venne coinvolto nella rappresentazione londinese. Questa produzione aveva un cast di 50 attori e con un costo di 25 milioni di sterline, rendendola una delle più costose di sempre prodotte nel West End, o in ogni caso, al di fuori di Las Vegas.
Il 31 maggio 2007 le rappresentazioni d'anteprima vennero sospese dopo la rottura di una gamba di un membro del cast (Adam Salter), durante la rappresentazione della sera precedente. GLi spettacoli ripresero il 2 giugno.
La produzione londinese si avvalse di stelle come la protagonista di Mary Poppins Laura Michelle Kelly nel ruolo di Galadriel e di Michael Therriault come Gollum e Jérôme Pradon come Aragorn.

### Cast
- Gandalf - Malcolm Storry
- Frodo - James Loye
- Gollum - Michael Therriault
- Aragorn - Jérôme Pradon
- Galadriel - Laura Michelle Kelly
- Sam - Peter Howe
- Merry - Richard Henders
- Pipino - Owen Sharpe
- Legolas - Michael Rouse
- Gimli - Sévan Stephan
- Boromir - Steven Miller
- Arwen - Rosalie Craig
- Saruman - Brian Protheroe
- Elrond - Andrew Jarvis
- Bilbo - Terence Frisch